# ناتانیل کارل گوودین
ناتانیل کارل گوودین (انگلیسی: Nathaniel Carl Goodwin; ۲۵ ژوئیهٔ ۱۸۵۷ – ۳۱ ژانویهٔ ۱۹۱۹) بازیگر تئاتر، بازیگر سینما و مدیربرنامه ورزشی اهل ایالات متحده آمریکا بود.